# Bill Duke
William Henry "Bill" Duke, Jr. (Poughkeepsie, 26 de fevereiro de 1943), é um ator e diretor norte-americano.
Nasceu em Poughkeepsie, New York.